# Salvador Andrade
Salvador Andrade Valdivia (nacido en 1939) es un pintor y escultor jalisciense. Premio Jalisco en Artes. Su primer escultura pública fue el Monumento al Soldado, por encargo de Francisco Medina Asencio e inaugurado por el presidente de la república, Adolfo López Mateos. 

## Reseña biográfica

### Infancia
Salvador Andrade Valdivia nació el 20 de diciembre de 1939 en la Barca Jalisco. Originario de la Barca Jalisco, Egresado de la Universidad de Guadalajara en Artes Plásticas, como Escultor. Ejerciendo desde 1962.

### Primeros trabajos
Entre sus principales obras se encuentran el Monumento a Jesús Terán Peredo de 11 metros de altura y 17 Toneladas de peso para la Ciudad de Aguascalientes, Aguascalientes, México.

### Etapa segunda
En el Paseo de la Reforma de la Cd. de México D.F. se encuentra el Monumento a Ignacio Allende; el Monumento a Juan Pablo II para la Basílica de Zapopan, Jalisco, México; el monumento a la cantante Lucha Reyes, para la Cd. de Los Ángeles, California, E.U.A;  el monumento a Don Silvestre Vargas, director del Mariachi Vargas de Tecalitlan.

## Obra
- 1962. Realiza el monumento al Soldado en la Ciudad de Guadalajara  *1966. Realiza 14 bustos de Insurgentes, para el Parque Morelos en la Ciudad de Guadalajara.
- 1965. Monumento al Sr. Cura Miguel Hidalgo y Costilla, para el atrio del Templo de San Martín de Tours en el municipio de San Martín de Hidalgo, Jalisco.
- 1987. Realiza Bustos de Alfonso Corona del Rosal, Jesús Reyes Heroles,  Adolfo Ruiz Cortines, Juventíno Rosas" y Lic. Benito Juárez, para la Ciudad de México.
- 1987. Realiza 12 relieves destacando la figura ecuestre de Francisco I. Madero, Héroes de la Revolución Mexicana y Héroes de la Independencia, para el Palacio de Gobierno de la Ciudad de Guadalajara.  *1989. Monumento al General Marcelino García Barragan para la Rotonda de los Jaliscienses Ilustres de la Ciudad de Guadalajara.
- 1989. Realiza el alto relieve conmemorativo de la Soberana Convención de Aguascalientes, para dicha ciudad. Y la misma obra para el Jardín del Archivo nacional de la Ciudad de México.
- 1990. Monumento a Ignacio Allende, para El Paseo de la Reforma de la Ciudad de México.
- 1992. Monumento al Lic. Jesús Teherán Peredo, Ciudad Teherán en Aguascalientes, 10,50 metros de altura).
- 1992. Busto del Barón de Hoombolt en el Instituto Nacional de Geografía y estadísticas de la Ciudad de México.
- 1993. Busto del General Emiliano Zapata para la delegación Xochimilco en México D.F
- 1994. 15 esculturas vaciadas en bronce de 1 y 2 metros, Arte Contemporáneo. (Colección Particular)
- 1995. Obras diversas para diferentes Municipios de Jalisco.  *1996. Escudo Nacional 2 metros de diámetro para Mexicali B.C.  (Presidencia de República).
- 1996 Monumento al escritor Elías Nandino para el municipio de Cocula, Jalisco.
- 1996-97. Monumento al fundador del Mariachi Silvestre Vargas para Tecatitlán, Jalisco.
- 1997. Monumento a la cantante Lucha Reyes, los Ángeles California)  *1997. *2012. Alto relieve del cuarteto coculense y 4 bustos de personajes del mariachi vaciados en bronce, Cocula Jal.

## Producción del artista
Más de cien exposiciones individuales
Cuenta con las siguientes colecciones particulares
- Héroes de la revolución mexicana
- Personajes de la independencia mexicana
- Santos mártires mexicanos
- Protagonistas del mariachi